# Fitoteràpia xinesa

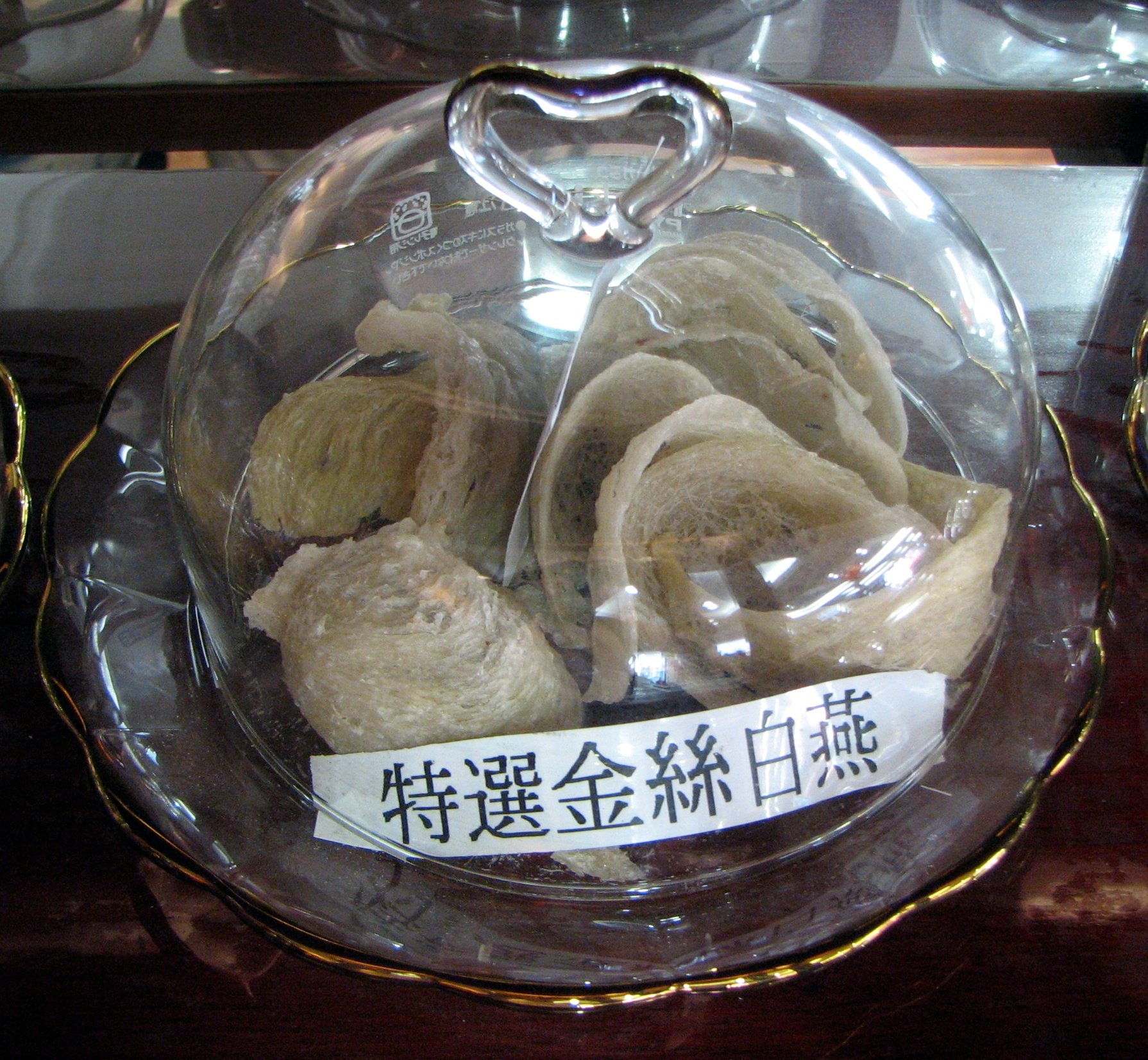
Nius d'ocells a la venda

La fitoteràpia xinesa (中药) és una de les modalitats de tractament adoptades per la medicina tradicional xinesa. Malgrat el nom de fitoteràpia no només s'utilitzen vegetals sinó que també es fan servir productes d'origen animal i mineral.
Actualment a més de les farmàcies de medicina tradicional xinesa que pesen i combinen al moment els ingredients de cada fórmula, hi ha medicaments produïts a la mateixa Xina que combinen les receptes per als problemes més comuns i les ofereixen com píndoles.

## Classificació de les herbes xineses

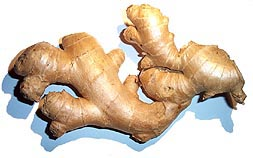
El Gingebre és consumit a la Xina tant com aliment com medicament

La medicina tradicional xinesa utilitza diversos mètodes per a classificar les herbes xineses que empra en els seus medicaments:
- Les 4 naturaleses (四气 ou 四性)
- Els 5 Sabors (五味)
- Els meridians (归经)

Ben Cao (Dinastia Tang) va categoritzar-les en tres nivells:
- Nivell inferior—acció dràstica, inclou substàncies que poden ser tòxiques conforme a la dosi.
- Nivell mitjà—efectes medicinals sobre el cos.
- Nivell superior—prioritza la salut i l'esperit.

## Les 50 herbes xineses fonamentals
1. Agastache rugosa – huòxiāng (藿香)
2. Alangium chinense – bā jiǎo fēng (八角枫)
3. Anisodus tanguticus – shān làng dàng (山莨菪)
4. Ardisia japonica – zǐjīn niú (紫金牛)
5. Aster tataricus – zǐwǎn (紫菀)
6. Astragalus mongholicus – huángqí (黄芪) or běiqí (北芪)
7. Camellia sinensis – chá shù (茶树) or chá yè (茶叶)
8. Cannabis sativa – dà má (大麻)
9. Carthamus tinctorius – hóng huā (红花)
10. Cinnamomum cassia – ròu gùi (肉桂)
11. Cissampelos pareira – xí shēng téng (锡生藤) o yà hū nú (亞乎奴)
12. Coptis chinensis – duǎn è huánglián (短萼黄连)
13. Corydalis ambigua – yán hú suǒ (延胡索)
14. Croton tiglium – bā dòu (巴豆)
15. Daphne genkwa – yuánhuā (芫花)
16. Datura metel – yáng jīnhuā (洋金花)
17. Datura stramonium (Datura tatula) – zǐhuā màntuóluó (紫花曼陀萝)
18. Dendrobium nobile – shí hú (石斛) o shí hú lán (石斛兰)
19. Dichroa febrifuga – chángshān (常山)
20. Ephedra sinica – cǎo máhuáng (草麻黄)
21. Eucommia ulmoides – dùzhòng (杜仲)
22. Euphorbia pekinensis – dàjǐ (大戟)
23. Flueggea suffruticosa (abans Securinega suffruticosa) – yī yè qiū (一叶秋)
24. Forsythia suspensa – liánqiào (连翘)
25. Gentiana loureiroi - dì dīng (地丁)
26. Gleditsia sinensis – zào jiá (皂荚)
27. Glycyrrhiza uralensis – gāncǎo (甘草)
28. Hydnocarpus anthelmintica (syn. H. anthelminthicus) – dà fēng zǐ (大风子)
29. Ilex purpurea – dōngqīng (冬青)
30. Leonurus japonicus – yìmǔcǎo (益母草)
31. Ligusticum chuanxiong (syn. Conioselinum anthriscoides) – chuānxiōng (川芎)
32. Lobelia chinensis – bàn biān lián (半边莲)
33. Phellodendron amurense – huáng bǎi (黄柏)
34. Platycladus orientalis (abans Thuja orientalis) – cèbǎi (侧柏)
35. Pseudolarix amabilis – jīnqián sōng (金钱松)
36. Psilopeganum sinense – shān máhuáng (山麻黄)
37. Pueraria lobata – gé gēn (葛根)
38. Pulsatilla chinensis – bái tóu wēng (白头翁)
39. Rauvolfia serpentina – (從蛇根木) o (印度蛇木)
40. Rehmannia glutinosa - dìhuáng (地黄) o gān dìhuáng (干地黄)
41. Rheum officinale – yàoyòng dàhuáng (药用大黄)
42. Rhododendron tsinghaiense – Qīnghǎi dùjuān (青海杜鹃)
43. Saussurea costus – yún mùxiāng (云木香)
44. Schisandra chinensis – wǔ wèi zi (五味子)
45. Scutellaria baicalensis – huángqín (黄芩)
46. Stemona tuberosa – bǎi bù (百部)
47. Stephania tetrandra – fáng jǐ (防己)
48. Styphnolobium japonicum (formerly Sophora japonica) – huái (槐), huái shù (槐树), o huái huā (槐花)
49. Trichosanthes kirilowii – guālóu (栝楼)
50. Wikstroemia indica – liǎo gē wáng (了哥王)